# عثمان أباد (غرغان بوي)
عثمان أباد (بالفارسية: عثمان‌آباد) هي منطقة سكنية تقع في إيران في قسم غرغان بوي الريفي. يقدر عدد سكانها بـ 315 نسمة .